# HC (álbum)
Otra vuelta de tuerca es el nombre un EP del grupo Habeas Corpus, que está compuesto por 6 canciones. Se publicó en 2003, y fue grabado en los estudios Masclaro y Heatroom.

## Canciones
1. «Intro»
2. «La realidad hace daño a la vista»
3. «Hay otra verdad»
4. «Vosaltres i/o Nosaltres»
5. «Contra el poder, contrapoder»
6. «No te rindas» (versionada, la original es de KOP)

## Curiosidades
- Todos los temas compuestos por Habeas Corpus excepto No te rindas escrito e interpretado originalmente por KOP.

- Datos: Q5549694